# Gerbera Jamesona
Gerbera Jamesona (Gerbera jamesonii Bolus) – gatunek rośliny z rodziny astrowatych (Asteraceae).

## Występowanie
Zasięg geograficzny obejmuje Afrykę Południową.

## Morfologia
PokrójBylina o wysokości do 1 m.
LiścieOdziomkowe, całobrzegie, o długości do 25 cm.
Kwiaty: Kształtu języczkowatego barwne w kolorach żółtym, pomarańczowym, czerwonym lub różowym.
OwoceNiełupka z krótkim puchem kielichowym.

## Zastosowanie
Roślina ozdobna hodowana na kwiat cięty.